# Elaphoglossum moranii
Elaphoglossum moranii är en träjonväxtart som beskrevs av John T. Mickel. Elaphoglossum moranii ingår i släktet Elaphoglossum och familjen Dryopteridaceae. Inga underarter finns listade.